# Stazione di Ravaccione
La stazione di Ravaccione era la stazione ferroviaria terminale del tronco proveniente da Tarnone della ferrovia Marmifera Privata di Carrara. Attivata nel 1890 e dismessa nel 1964, servì i bacini di escavazione della località omonima.

## Storia
La stazione venne inaugurata il 15 maggio 1890, in concomitanza all'apertura al servizio del secondo ampliamento della ferrovia.
Nel 1893 la località viene limitato il servizio di corrispondenza in partenza al trasporto dei marmi.
La stazione operò ininterrottamente fino al 15 maggio 1964, anno in cui la ferrovia fu soppressa a causa della concorrenza su gomma.

## Strutture e impianti

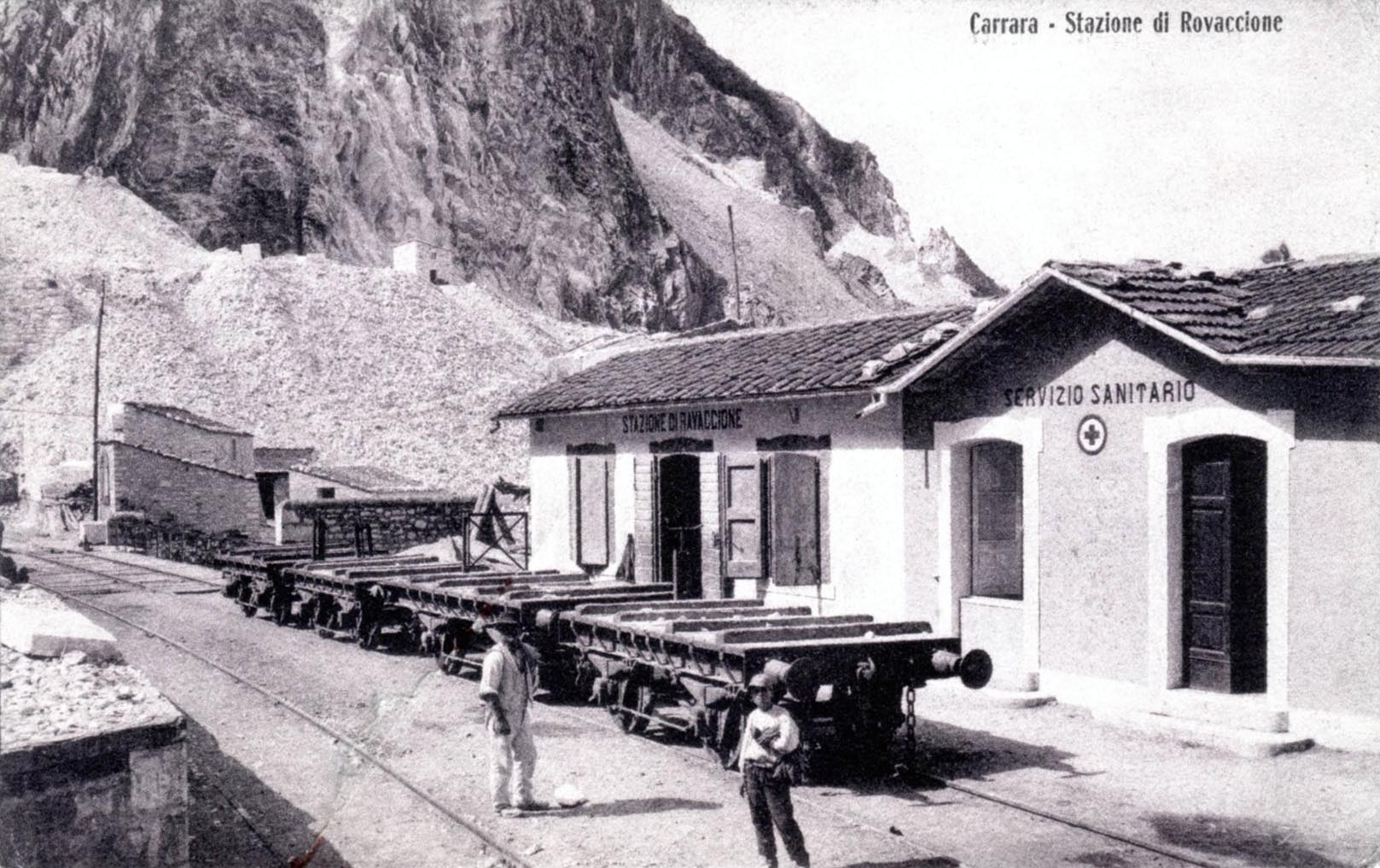
Il fabbricato di servizio della stazione

La stazione disponeva di un fabbricato di servizio che, oltre ad ospitare la dirigenza del movimento, ospitava anche il servizio sanitario. Tutt'intorno vi erano diverse abitazioni per i ferrovieri e per i cavatori. Vi erano 2 binari tronchi atti allo stazionamento dei rotabili o al carico dei marmi tramite un'apposita banchina alta e tramite una gru elettrica.

## Movimento
Il traffico che interessò l'impianto negli anni di servizio fu esclusivamente merci, dato che sulla linea non si effettuava servizio passeggeri.